# Kameanka, Popilnea
Kameanka (în ucraineană Кам`янка) este o comună în raionul Popilnea, regiunea Jîtomîr, Ucraina, formată numai din satul de reședință.

## Demografie
Componența lingvistică a comunei Kameanka
     Ucraineană (96,9%)
     Rusă (2,16%)
     Alte limbi (0,67%)
Conform recensământului din 2001, majoritatea populației comunei Kameanka era vorbitoare de ucraineană (96,9%), existând în minoritate și vorbitori de rusă (2,16%).